# 26 Men
26 Men ist eine US-amerikanische Western-Fernsehserie, die vom 15. Oktober 1957 bis zum 30. Juni 1959 in 78 Episoden in Schwarzweiß über Syndication ausgestrahlt wurde. Soweit bekannt, kam die Serie nur in den USA zur Aufführung. Gaststars waren unter anderem DeForest Kelley, Doug McClure und Leonard Nimoy. Außer nach Finnland, wo die Serie unter dem Tiel 26 miestä lief, wurde sie offenbar nicht ins Ausland verkauft. Gedreht wurde die Serie überwiegend in Arizona.

## Handlung

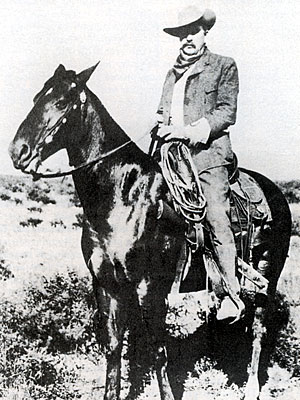
Thomas H Rynning circa 1902–1907

Die Serie thematisiert die Gründungsgeschichte der Arizona Rangers und ihrer ersten 26 Angehörigen einschließlich ihres Chefs, Captain Thomas H. Rynning (1866–1941). Rynning war ein ehemaliger US-Kavallerist, der in den Indianerkriegen und später als Rauhreiter im Spanisch-Amerikanischen Krieg gedient hatte. Die Spielhandlung ist im Arizona-Territorium im ersten Jahrzehnt des 20. Jahrhunderts angesiedelt. Die einzelnen Episoden sind an realen historischen Kriminalfällen oder Grenzkonflikten mit Mexiko (z. B. in der Mexikanischen Revolution) angelehnt.

## Überlieferung
- 2011 wurde von Timeless Media Group eine dreiteilige DVD-Ausgabe mit 20 Episoden veröffentlicht.